# Yellow (Album)
Yellow ist ein Album von Emma-Jean Thackray. Die 2020 entstandenen Aufnahmen erschienen am 25. Juni 2021 in einer limitierten Auflage als Langspielplatte, am 23. Juli 2021 als CD bzw. Download auf dem Independent-Label Movementt, einem Imprint von Warp Records.

## Hintergrund
Emma-Jean Thackrays meditativen und an Meditation orientierten Texte spiegeln die taoistische Lehre wider, mit der sie aufgewachsen ist, notierte Josh Kimelman, und manchmal verbinde sie beides; auf dem Eröffnungstrack werde der Titel „Mercury“ zu einem anregenden Mantra. Wie ihr Londoner Zeitgenosse Moses Boyd verbindet Thackray Bläser-betonten Jazz mit EDM. Die Titel wurden in unterschiedlichen Formationen vom Duo bis zur mittelgroßen Besetzung eingespielt; zur Band gehörten unter anderem die Saxophonistinnen Chelsea Carmichael und Tamar Osborn, der Pianist Lyle Barton oder der Schlagzeuger Dougal Taylor.
Wie auch Makaya McCraven komponierte Thackray die Songs des Albums aus Ausschnitten von Sessions mit ihrer Band und verwandelte sie in finale Kompositionen, die fast live klingen. In den letzten Takten des Albums erklingt Thackrays Stimme: „Zu sprechen, zu hören, zu wissen, zu lieben / Unsere Gemeinschaften sind durch Worte verbunden, durch Zuhören.“

## Titelliste
- Emma-Jean Thackray: Yellow (Movementt MVMTT04CD)[1]

1. Mercury
2. Say Something
3. About That
4. Venus
5. Green Funk
6. Third Eye
7. May There Be Peace
8. Sun
9. Golden Green
10. Spectre
11. Rahu & Ketu
12. Yellow
13. Our People
14. Mercury (In Retrograde)

Die Kompositionen stammen von Emma-Jean Thackray.
Im Juli 2022 erschien das Album in einer„Deluxe“-Version mit zusätzlichen Tracks.

## Rezeption

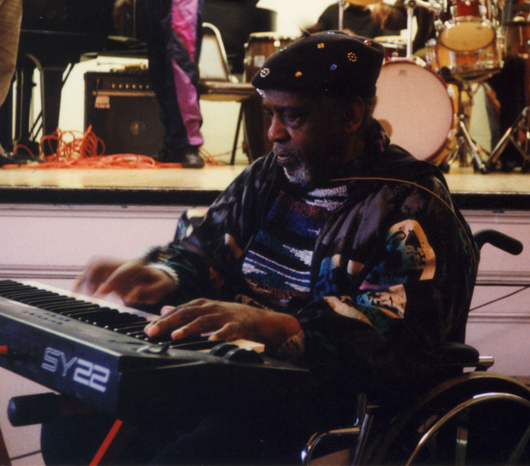
Sun Ra im Februar 1992

Josh Kimelman (The Line of Best Fit) schrieb, Emma-Jean Thackray mache Spiritual Jazz für das Jahr 2021; daher passe es, dass Astrologie ein Kernmotiv ihres Debütalbums ist. Mit Yellow festige Thackray ihren Platz in der Vorhut der Londoner Acts, die ein jüngeres Publikum zum Jazz bringen würden. Das Album habe zwar eine kosmologische Grundlage, aber Thackray klinge weder nach den spirituellen Jazzkünstlern des 20. Jahrhunderts noch nach Shabaka Hutchings. Thackray greife sicherlich auf Vorbilder wie Alice Coltrane, Pharoah Sanders und Sun Ra zurück, aber mehr im Geiste als im Klang, so der Autor. Stattdessen kombiniere sie die Rhythmen und Launen von P-Funk und Afrobeat mit den weichen Synthesizerklängen von Detroit House, zusammen mit gefühlvollen Gesangseinlagen, die an die zeitgenössische britische Band Sault erinnerten. Thackray sei eine einzigartige Stimme in der Londoner Szene, und wie Yellow zeige, ist ihre Bandbreite riesig.
Ein wesentlicher Bestandteil der Kunst von Emma-Jean Thackray ist die Dualität, meinte Zara Hedderman (Loud and Quiet). Dies umfasse ihre geschickten Klanglandschaften (eine unkonventionelle Kombination aus Dancefloor-Ready-Beats und Free Jazz), Texte, die sich an der Schnittstelle von kosmischer Ideologie und erwachtem inneren Bewusstsein treffen, und vor allem, wie die Multiinstrumentalistin, Sängerin, und Produzentin als Solokünstlerin neben einem Ensemble agiere. Die Führung von Thackray sorge dafür, dass man mit dem richtigen Ansatz ein Gleichgewicht zwischen gegensätzlichen Idealen erreichen könne. In „Spectre“ schufen Thackray und ihre Mitspieler mit dem Arrangement eine angenehme und beruhigende Atmosphäre. Allerdings wurde eine Gelegenheit verpasst, die Breite des Stücks zu erweitern und sich vorübergehend von einer Wildheit umhüllen zu lassen, wandte die Autorin ein. Trotz der Fülle an Energie und Innovation, die durch Yellow fließe, könne es sich anfühlen, als würden die Zügel bei bestimmten Passagen zu fest gehalten, die von mehr Wildheit profitieren würden.

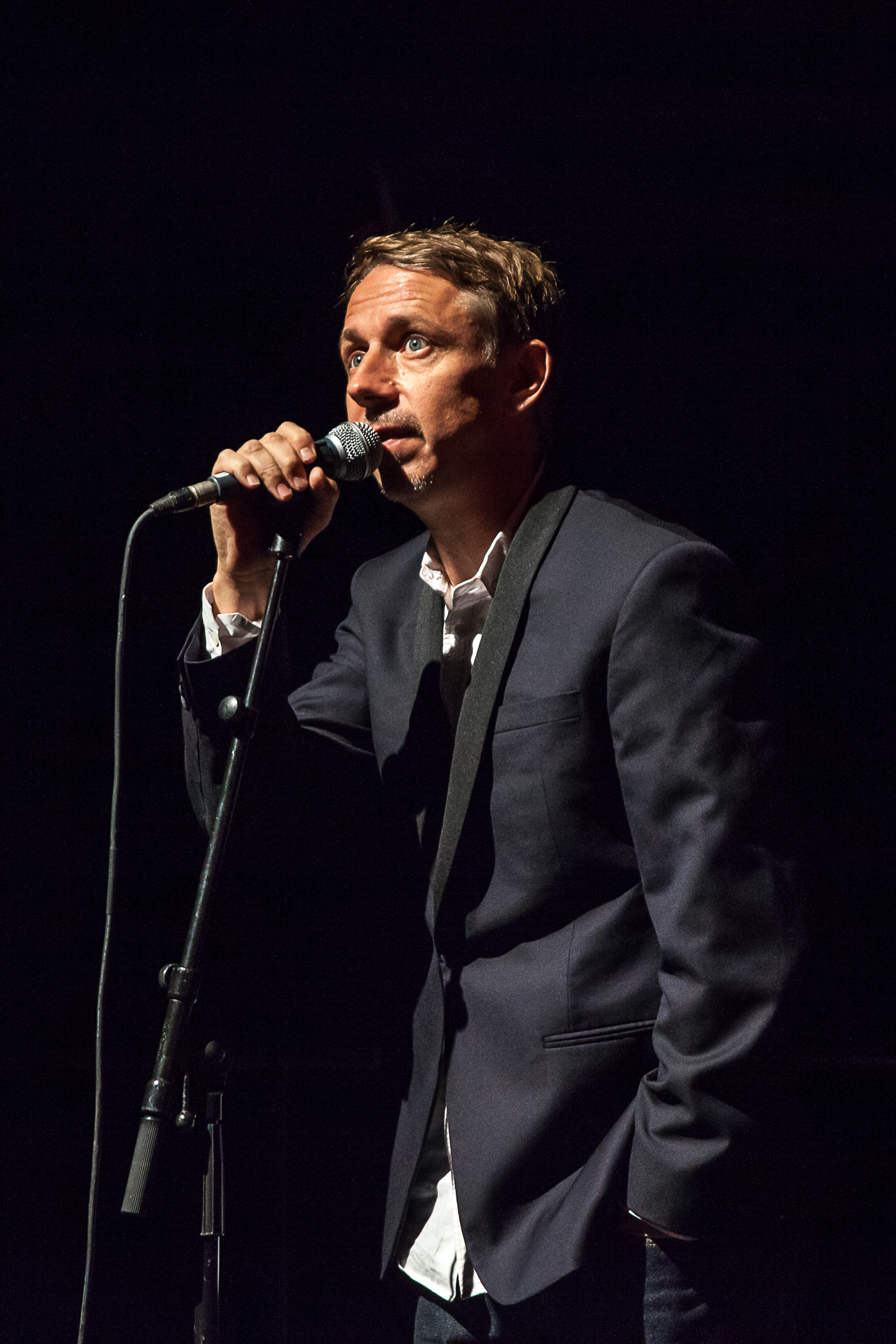
Gilles Peterson 2014

Nach Ansicht von Jamie Wilde (The Skinny) biete Thackrays tanzflächenorientierte Interpretation von Jazz das perfekte Tor zu den spirituellen Tiefen, in die Yellow mit Liebe und Neugier schwimme. Der Kern von Yellow sei eine Feier der menschlichen Erfahrung. „Hellere Tage kommen“ ist das Mantra in „Sun“, das angesichts der COVID-19-Pandemie mit unserer gemeinsamen Notwendigkeit des Zusammenseins mitschwingt, während die gesprochene Passage des Zuhörens, Kennens und Liebens im Album-Opener „Mercury“ mit Offenheit durchschlägt. Neben seinen transzendentalen Botschaften gehörten jedoch die Kernqualitäten des Albums, lobte der Autor: seine musikalischen Kompositionen. Blechbläser und Streicher, Chorsegmente und ekstatische Gesänge verschmelzen freudig mit Elementen aus 1970er Fusionjazz, Psychedelia, P-Funk und Alice Coltrane-artiger Spiritualität, um in einem Sound zu gipfeln, der die Renaissance der britischen Jazzszene in letzter Zeit zu noch größeren Möglichkeiten treibe.
Marc Corcoran (Narc Magazine) lobte, Thackray habe bereits auf ihrer EP Um Yang (2020) die Bandbreite ihrer musikalischen Vision auf einer eklektischen Palette demonstriert. Yellow vereine nun Thackrays Gabe für Sun Ra-artiges Bigband-Arrangement und erhabenen Funk mit einem neuen Fokus auf Songwriting statt Komposition in seinen üppigen Arrangements und seiner offenherzigen Aufrichtigkeit.
Nach Ansicht von AJ Dehany (London Jazz News) enthalte Yellow eine Reihe von Titeln, die die Ankunft eines überzeugenden Talents kommunizieren würden. Thackray verfolge damit einen Jazz-Sound mit Pop-Strukturen statt der Free-Jazz-Formel der vorangegangenen Um Yang-EP. Yellow sei ein Album, das sich der Soul-Jazz-Sensibilität von DJ Gilles Peterson nähere, aber manchmal gebe es ansprechende Töne in eine härtere Richtung, von der der Autor gerne mehr hören würde. Bezeichnend sei, dass das Album mit Hinweisen auf unausweichliche dunklere Themen ende, die manchmal unter der vorherrschenden Ausgelassenheit und Helligkeit des Albums verborgen sind.
Joe Muggs (The Arts Desk) meinte, Emma-Jean Thackray fehle es nicht an Kühnheit. immerhin sei sie eine weiße Frau aus Leeds, kaum in den Dreißigern, aufgewachsen mit Bassline-House und Indie-Rock, die Musik mache, in der sie die „offensichtlichsten Vergleiche mit einigen der am meisten verehrten schwarzen Musiker der modernen Geschichte“ anstellt, Fela Kuti, Sun Ra, Alice Coltrane, Stevie Wonder, J Dilla und mehr. Als Multi-Instrumentalist, als Produzent und als Songwriter von teuflisch einprägsamen Hooklines, die selbst diejenigen mit Jazz-Aversionen nach einmaligem Hören summen werden, sei Thackray phänomenal. Aber noch wichtiger sei ihre Selbstlosigkeit. So komplex und ambitioniert die Tracks auch sein mögen, ihre Stimme und ihre Worte stünden im Mittelpunkt, ungekünstelt und direkt.
Die junge Generation des britischen Jazz – Kokoroko, Nubya Garcia, Moses Boyd, Joe Armon-Jones und mehr – würde alle bis zu einem gewissen Grad die spirituellen Traditionen ihrer Vorfahren aufgreifen, schrieb Joe Muggs (Daily Bandcamp). Aber vielleicht sei es die Trompeterin Emma-Jean Thackray, die es am bewusstesten tut, die Botschaft in den Vordergrund ihres Sounds zu rücken. Mit einer Unterstützung von grundsolidem Afrobeat und Disco-Rhythmen würden ihre Stücke eine psychologische und spirituelle Komplexität entfalten – und ihre gesungenen Vocals  die Hörer auffordern, über das Leben, das Universum und alles nachzudenken.